# Sextili Hena
Sextili Hena (en llatí Sextilius Hena) va ser un poeta romà nadiu de Corduba (Còrdova) a Hispània, considerat inclòs en el grup dels anomenats poetas minores. Va viure durant el segle i aC, probablement a la segona meitat.
Va escriure un poema sobre la mort de Ciceró, del qual la primera línia és reproduïda per Sèneca.